# Prix Ferdinand-Bordewijk
Le prix Ferdinand-Bordewijk (en néerl. F. Bordewijk-prijs) est un prix littéraire, d’une valeur de 6 000 euros (2019), qui est décerné annuellement par la fondation Jan Campert à l’auteur du meilleur ouvrage en prose rédigé en néerlandais. 
Le prix fut créé en 1948 et porta jusqu’en 1978 le nom de Vijverbergprijs, avant d’être rebaptisé en l’honneur de l’écrivain Ferdinand Bordewijk. Initialement n’entraient en considération que des romans inédits, ayant obligatoirement pour décor, au moins partiellement, la ville de la Haye ; ce préalable fut cependant bientôt abandonné. Occasionnellement, le prix Vijverberg a pu servir à couronner une œuvre de théâtre. Depuis 1956, le prix est attribué à une œuvre de prose narrative parue au cours de l’année précédente.

## Lauréats

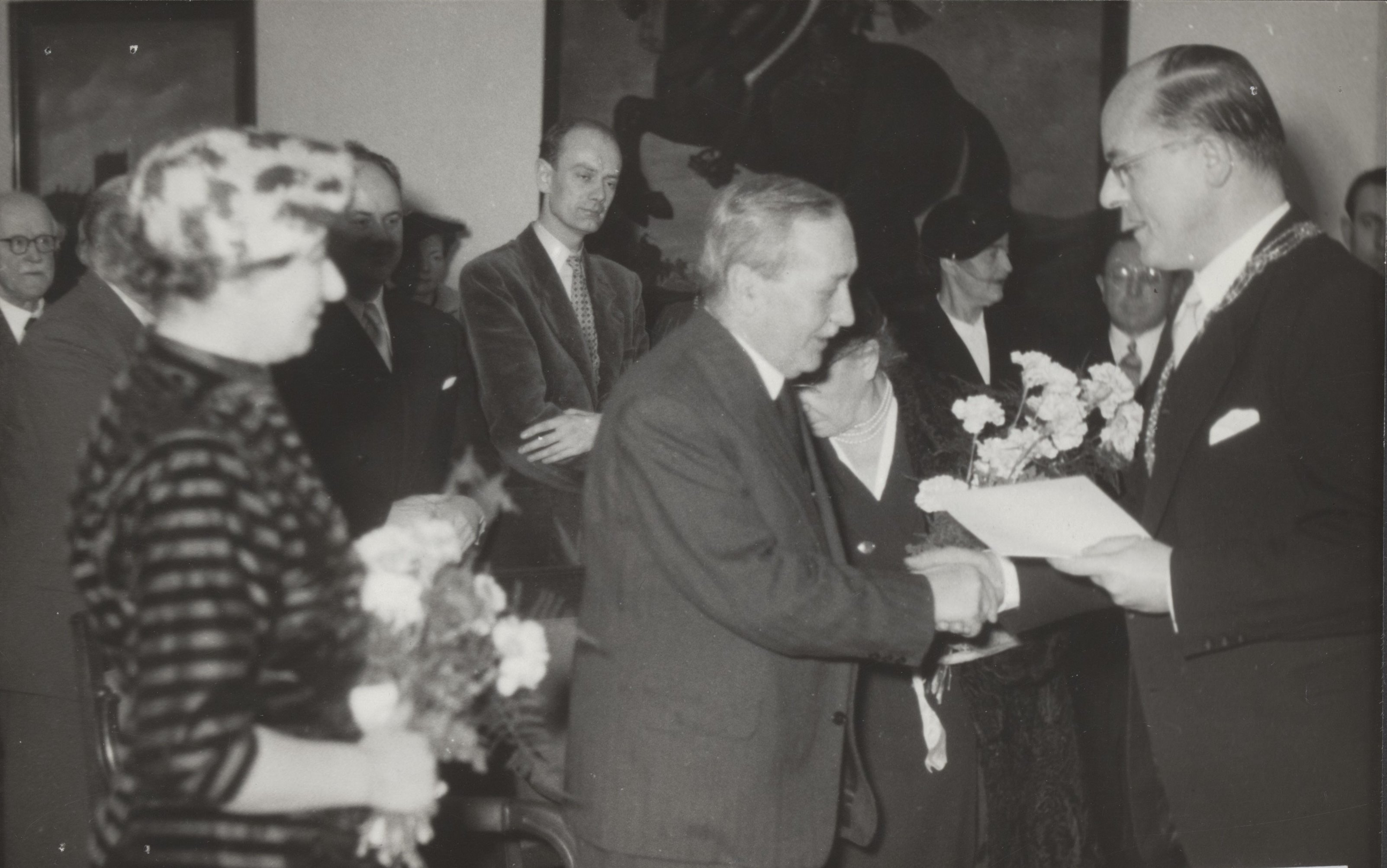
Josepha Mendels (à gauche ; la personne au centre est Willem Elsschot) (1950)

Sous la dénomination de Vijverbergprijs
- 1948 - Jo Boer pour Kruis of munt
- 1949 - non attribué
- 1950 - Josepha Mendels pour Als wind en rook
- 1951 - Theun de Vries pour Anna Casparii of Het heimwee
- 1953 - Albert Helman pour De laaiende stilte
- 1954 - Max Croiset pour het toneelstuk Amphitryon
- 1955 - non attribué
- 1956 - Albert van der Hoogte pour Het laatste uur
- 1957 – non attribué
- 1958 - Marga Minco pour Het bittere kruid
- 1959 - Jos. Panhuijsen pour Wandel in het water
- 1960 - non attribué
- 1961 - Boeli van Leeuwen pour De rots der struikeling

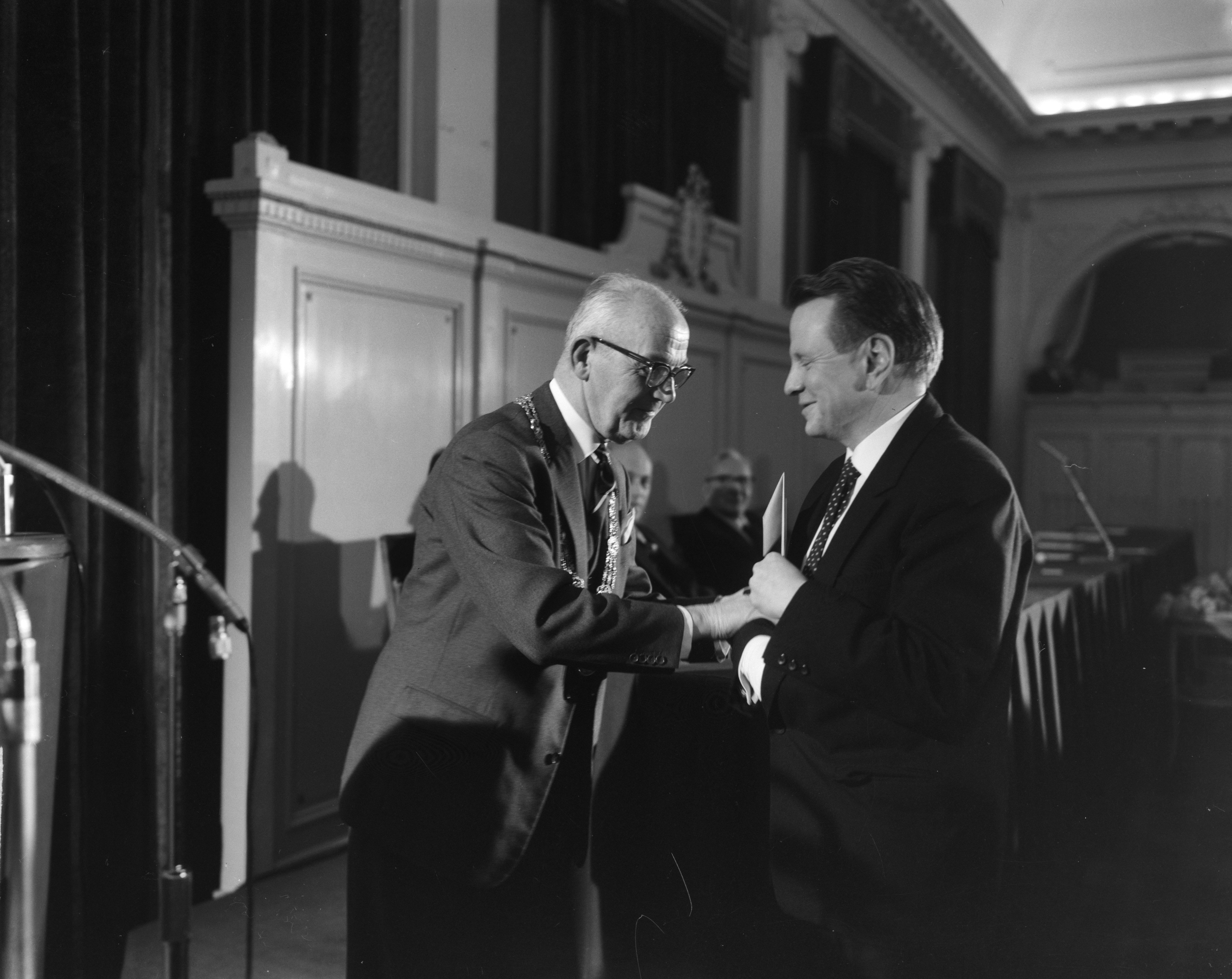
Jan Willem Holsbergen (1962).

- 1962 - J.W. Holsbergen pour De handschoenen van het verraad
- 1963 - Harry Mulisch pour De zaak 40/61
- 1964 - Jacques Hamelink pour Het plantaardig bewind
- 1965 - Alfred Kossmann pour De smaak van groene kaas
- 1966 - Willem Frederik Hermans pour Nooit meer slapen (prix décliné par l’auteur)
- 1967 - Jeroen Brouwers pour Joris Ockeloen en het wachten
- 1968 - Geert van Beek pour De steek van een schorpioen
- 1969 - Ivo Michiels pour Orchis militaris
- 1970 - Jaap Harten pour Garbo en de broeders Grimm
- 1971 - Bert Schierbeek pour Inspraak
- 1972 - Anton Koolhaas pour Blaffen zonder onraad
- 1973 - Kees Simhoffer pour Een geile gifkikker

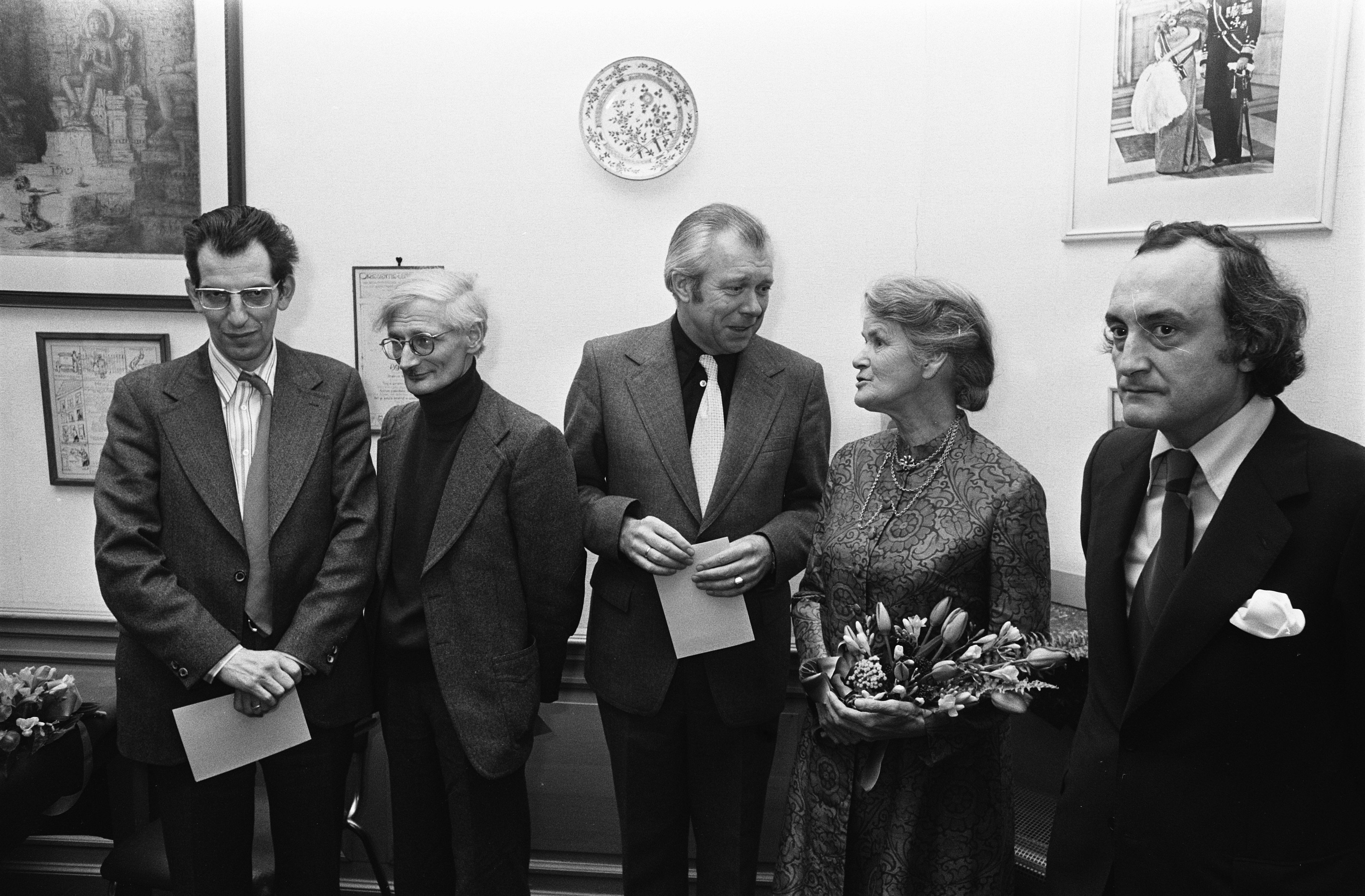
Dirkje Kuik (2e de la gauche) (1974)

- 1974 - William D. Kuik pour De held van het potspel
- 1975 - Daniël Robberechts pour Praag schrijven
- 1976 - Adriaan van der Veen pour In liefdesnaam
- 1977 - J. Bernlef pour De man in het midden
- 1978 - F.B. Hotz pour Ernstvuurwerk

Sous la dénomination de F. Bordewijk-prijs
- 1979 - Willem Brakman pour Zes subtiele verhalen
- 1980 - Oek de Jong pour Opwaaiende zomerjurken
- 1981 - Cees Nooteboom pour Rituelen
- 1982 - F. Springer pour Bougainville
- 1983 - Willem G. van Maanen pour Het nichtje van Mozart
- 1984 - Armando pour Machthebbers
- 1985 - J.M.A. Biesheuvel pour Reis door mijn kamer
- 1986 - A.F.Th. van der Heijden pour De gevarendriehoek
- 1987 - Frans Kellendonk pour Mystiek lichaam
- 1988 - Hermine de Graaf pour De regels van het huis
- 1989 - Jeroen Brouwers pour De zondvloed
- 1990 - Leo Pleysier pour Wit is altijd schoon
- 1991 - Jan Siebelink pour De overkant van de rivier
- 1992 - Jacq Vogelaar pour De dood als meisje van acht
- 1993 - Robert Anker pour De terugkeer van kapitein Rob
- 1994 - Louis Ferron pour De walsenkoning
- 1995 - Nicolaas Matsier pour Gesloten huis
- 1996 - Wessel te Gussinklo pour De opdracht
- 1997 - J.J. Voskuil pour Meneer Beerta en Vuile handen
- 1998 - Helga Ruebsamen pour Het lied en de waarheid
- 1999 - Gijs IJlander pour Twee harten op een schotel
- 2000 - Peter Verhelst pour Tongkat; Een verhalenbordeel
- 2001 - Kees van Beijnum pour De oesters van Nam Kee
- 2002 - Stefan Hertmans pour Als op de eerste dag
- 2003 - L.H. Wiener pour Nestor
- 2004 - Arnon Grunberg pour De asielzoeker
- 2005 - Paul Verhaeghen pour Omega Minor
- 2006 - Tommy Wieringa pour Joe Speedboot
- 2007 - Marcel Möring pour Dis

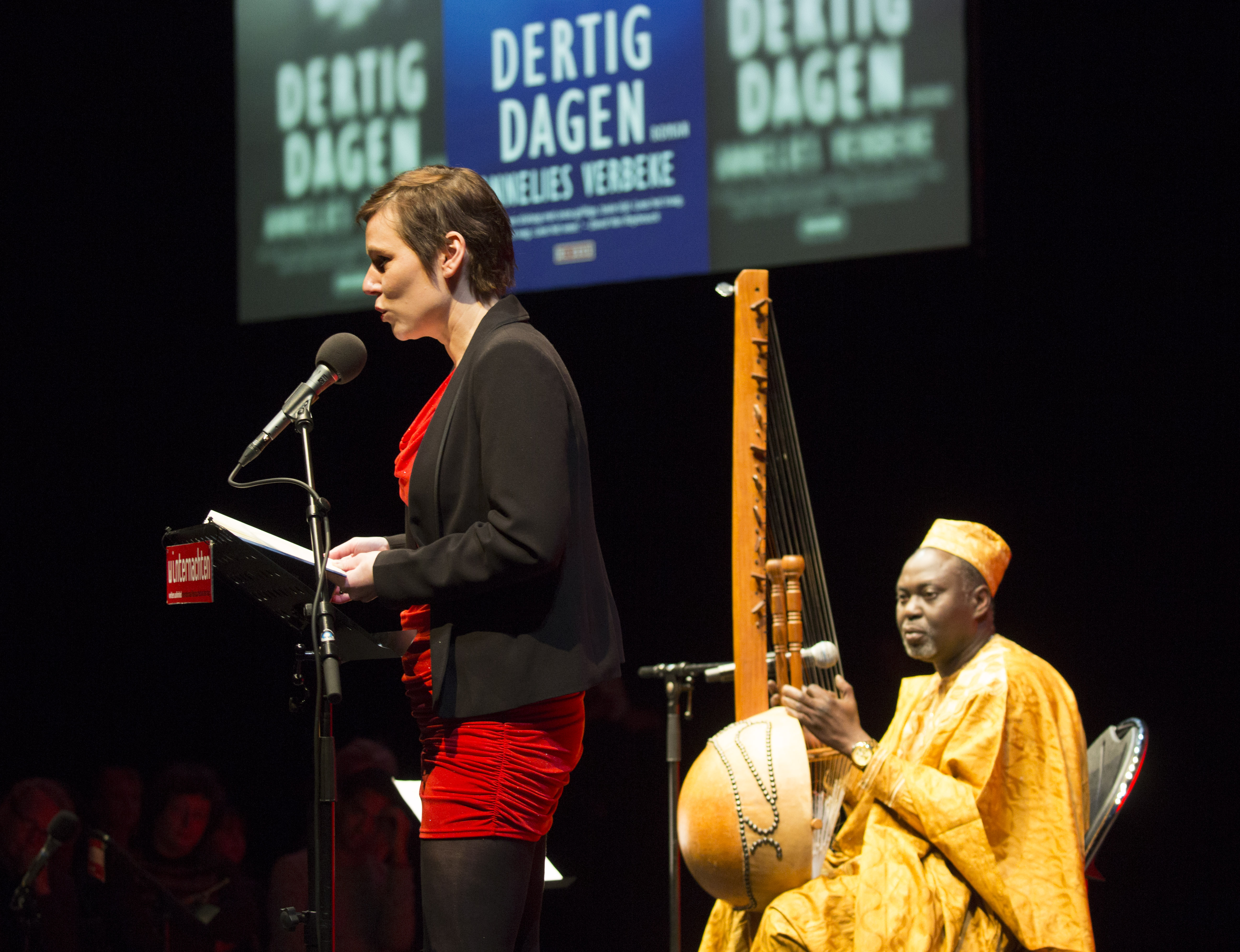
Annelies Verbeke (prix Bordewijk 2015) et Lamin Kuyateh.

- 2008 - Doeschka Meijsing pour Over de liefde
- 2009 - Marie Kessels pour Ruw
- 2010 - Koen Peeters pour De bloemen
- 2011 - Gustaaf Peek pour Ik was Amerika
- 2012 - Stephan Enter pour Grip
- 2013 - Oek de Jong pour Pier en oceaan
- 2014 - Jan van Mersbergen pour De laatste ontsnapping
- 2015 - Annelies Verbeke pour Dertig dagen
- 2016 - Anton Valens pour Het compostcirculatieplan
- 2017 - Jeroen Olyslaegers pour WIL
- 2018 - Jan van Aken pour De ommegang
- 2019 - Marente de Moor pour Foon
- 2020 - Anjet Daanje pour De herinnerde soldaat
- 2021 - Marieke Lucas Rijneveld pour Mijn lieve gunsteling
- 2022 - Donald Niedekker pour Waarachtige beschrijvingen uit de permafrost